# كأس استقلال ليسوتو
كأس استقلال ليسوتو (بالإنجليزية: Lesotho Independence Cup)‏ ، هي بطولة رسمية لكرة القدم في ليسوتو ، أسست البطولة سنة 1963م.
فاز بالكأس نادي ماتالما سنوات 1976, 1979, 1980, 1987, 1992, 1994..

## وصلة خارجية
- Lesotho - List of Cup Winners, RSSSF.com